# Larentia invexata
Larentia invexata är en fjärilsart som beskrevs av Walker 1862. Larentia invexata ingår i släktet Larentia och familjen mätare. Inga underarter finns listade i Catalogue of Life.